# Галеотто I Пико делла Мирандола
Галео́тто I Пи́ко де́лла Мира́ндола (итал. Galeotto I Pico della Mirandola; 3 августа 1442, Мирандола, синьория Мирандола — 9 апреля 1499, там же) — аристократ из рода Пико; имперский викарий, синьор Мирандолы и граф Конкордии с 1467 по 1499 год.
Кондотьер. В звании капитана служил в армиях Венецианской и Флорентийской республик, Моденского и Миланского герцогств. Участник Феррарской и Итальянских войн. В 1496 году некоторое время был правителем Пармы.

## Биография

### Семья и ранние годы
Родился 3 августа 1442 года (по другим источникам около 1440 года) в Мирандоле. Он был старшим сыном Джанфранческо I Пико, синьора Мирандолы и графа Конкордии и Джулии Боярдо. По отцовской линии приходился внуком Джованни I Пико, синьору Мирандолы и графу Конкордии и Екатерине Бевилаква из рода синьоров Бевилаквы и Брентино. По материнской линии был внуком Фельтрино Боярдо, графа Скандино и Гвидуччи да Корреджо из рода суверенных графов Корреджо.
С ранних лет Галеотто готовили к военной службе и управлению государством. 18 мая 1452 года в Ферраре император Фридрих III посвятил его в рыцари. Перед тем, как Галеотто стал синьором Мирандолы и графом Конкордии, он служил под командованием фераррского и моденского герцога Борсо д’Эсте и будущего мантуанского маркграфа Федерико I Гонзага. Современник Галеотто, летописец Керубино Гирардаччи из Болоньи свидетельствует о нём, как о «доблестном рыцаре». В 1467 году в звании капитана, под командованием Бартоломео Коллеони, Галеотто на стороне Венеции участвовал в войне против Флоренции, которая находилась под управлением представителей рода Медичи.

### Правление
После смерти отца 11 февраля 1467 года, Галеотто наследовал власть над Мирандолой и Конкордией, вместе с младшими братьями — Антонио Марией и Джованни. Указом от 6 февраля 1469 года император Фридрих III утвердил их совместное правление. Отношения с братьями у Галеотто, который стремился к единоличной власти, сложились по разному. Джованни, считавший его больше отцом, чем братом, государственным делам предпочёл университетскую карьеру и стал известным философом-гуманистом. Антонио Мария с самого начала не желал уступать старшему брату, из-за чего они постоянно ссорились. 10 апреля 1470 года Галеотто обвинил младшего брата в попытке узурпировать власть и, вместе с их матерью, сторонницей совместного правления и соблюдения прав всех своих сыновей, поместил под арест. В апреле 1472 года Галеотто освободил Антонио Марию и даже устроил его брак, но не вернул ему властных полномочий.
В апреле 1468 года он оставил службу в армии Венецианской республики, и в июле того же года и в том же звании капитана пехоты перешёл на службу к феррарскому и моденскому герцогу. С 1470 по 1486 год Галеотто участвовал в ряде кампаний на стороне венецианцев. В октябре 1472 года он заключил союзнический договор с новым феррарским и моденским герцогом Эрколе I д’Эсте. В следующем году Галеотто вошёл в состав посольства, направленного герцогом в Неаполь для сопровождения в Феррару его супруги, герцогини Элеоноры Арагонской.
Тем временем, Антонио Мария бежал в Рим и апеллировал к римскому папе Сиксту IV, который, рассмотрев дело, поддержал его сторону. Однако Галеотто проигнорировал просьбу понтифика и не вернулся к совместному правлению с младшим братом. Отношения между синьором Мирандолы и римским папой ещё больше испортились, когда в 1478 году началась война, спровоцированная заговором Пацци, и Галеотто в составе венецианской армии выступил против Сикста IV на стороне Медичи. Во время этого конфликта, в битве при Поджо-Империале 7 сентября 1479 года Галеотто попал в плен к Альфонсо Калабрийскому, но вскоре был освобождён. Его обменяли на Якопо IV Аппиано, и в 1480 году он уже был в Мирандоле.
В 1483 году, снова в составе венецианской армии, Галеотто участвовал в Феррарской войне. За участие в этом конфликте он был отлучён от церкви и находился в таком состоянии всё время своего правления и понтификатов следующих римских пап, Иннокентия VIII и Александра VI. В ноябре 1483 года Альфонсо Калабрийский захватил у него Конкордию, которую передал во владение союзнику папского государства, его младшему брату Антонио Марии. При посредничестве кондотьера Сиджизмондо д’Эсте и Альфонсо Калабрийского братья договорились о разделе владений рода Пико. Галеотто досталась Мирандола, Антонио Марии — Конкордия. Последствием такого разделения стало ухудшение экономической ситуации в обоих феодах. В 1484 году братья возобновили переговоры при посредничестве Венецианской республики. Чтобы вернуть владениям рода Пико прежнее единство, Галеотто должен был согласиться на совместное правление с Антонио Марией, однако этого не произошло.
В 1487 году он перешёл в армию Флорентийской республики в звании капитана пехоты. В июне 1496 года в том же звании он поступил на службу к миланскому герцогу Лодовико Марии Сфорца, от имени которого в июне—августе 1496 года правил Пармой. В составе миланской армии Галеотто принимал участие в военных кампаниях на территории Тосканы и Романьи. В 1495 году, сохранив хорошие отношения с миланским герцогом, он сражался на стороне венецианцев в войне против французского короля Карла VIII. Участвовал в битве при Форново, первом сражении Итальянских войн.
Галеотто неоднократно пытался вернуть себе власть над Конкордией. В 1488, 1494 и 1499 годах он безуспешно осаждал город. Попытки примирить братьев, предпринятые монахом-доминиканцем Иеронимом Савонаролой, который написал к нему два письма, оказались бесплодными. 28 апреля 1494 года, при посредничестве Лодовико Марии Сфорца, император Максимилиан подтвердил за Галеотто право на первородство и все владения рода Пико и признал его первенца Джанфранческо его наследником.
Полный титул Галеотто I Пико делла Мирандола был следующим: суверенный граф Конкордии, имперский викарий и синьор Мирандолы, Кварантолы и Сан-Поссидоньо, синьор Сан-Мартино-ин-Спино и Чивидале, Марано-суль-Панаро и Кампильо, венецианский патриций.

### Поздние годы
В своих владениях Галеотто всё время укреплял фортификационные сооружения, повышая их обороноспособность. В замке в Мирандоле им были построены дополнительные стены и башня, получившая название «Маддалена». При нём столица синьории из сельского поселения превратилась в город за крепостной стеной. Для укрепления единоличной власти он вносил дополнения в уже действовавшие законы, построил в Мирандоле дворец правосудия и коллегиальную церковь Святой Марии Великой, завершил строительство монастыря Святого Людовика и Святой Клары, начатое его отцом в 1460 году. В 1495 году основал в Мирандоле столовую для бедных и благотворительный ломбард.
Галеотто I умер от малярии 9 апреля (по другим источникам 7 апреля) 1499 года. На время смерти он всё ещё оставался отлучённым от церкви. Поэтому потребовалось специальное разрешение — диспенсация от римского папы, чтобы похоронить его в освящённом месте. Останки Галеотто положили в семейной усыпальнице в церкви Святого Франциска в Мирандоле. Над его могилой вдовой было возведено мраморное надгробие с эпитафией.

### Брак и потомство
В июне 1468 года в Ферраре Галеотто сочетался браком с Бьянкой Марией д’Эсте (18.12.1440 — 12.01.1506), внебрачной дочерью феррарского маркграфа Никколо III д'Эсте. Брак носил династический характер и состоялся при участии единокровного брата невесты, феррарского и моденского герцога Борсо д’Эсте. У супругов родились три сына и три дочери:
- Джулия, монахиня-клариссинка, приняла монашеский постриг в монастыре Святого Людовика в Мирандоле;
- Джанфранческо (1469 — 15.10.1533),  синьор Мирандолы и граф Конкордии под именем Джанфранческо II с 1499 по 1502 год, граф Конкордии с 1502 по 1513 год, синьор Мирандолы с 1513 по 1533 год, в 1491 году сочетался браком с Джованной Карафа[итал.] (ум. 24.08.1537), дочерью Джованни Томмазо Карафа, графа Маддалони;
- Лудовико (1472—1509), синьор Мирандолы и граф Конкордии под именем Лудовико I (совместно с братом Федерико) с 1502 по 1509 год, в 1501 году сочетался браком с Франческой Тривульцио[итал.] (1475—1560), дочерью Джанджакомо Тривульцио, правителя Миланского герцогства;
- Мария Маддалена, приняла монашеский постриг в монастыре Тела Господня в Ферраре;
- Федерико[итал.] (ум. 1502), синьор Мирандолы и граф Конкордии под именем Федерико I (совместно с братом Лудовико) в 1502 году;
- Элеонора, сочеталась первым браком с графом Паоло Болоньини-Аттендоло, вторым браком с маркграфом Галеаццо Паллавичино[2][4][5].

От неизвестной по имени у Галеотто I были бастард по имени Галеотто (ум. 15.10.1533), который родился до его брака и был убит племянником-тёзкой, вместе с единокровным братом Джанфранческо II.